# Sprzężenie zwrotne dodatnie
Sprzężenie zwrotne dodatnie polega na tym, że w sytuacji zakłócenia jakiegoś parametru w układzie, układ ten dąży do zmiany wartości parametru w kierunku zgodnym (stąd „dodatnie”) z kierunkiem, w którym nastąpiło odchylenie od wartości referencyjnej. Sprzężenie zwrotne dodatnie powoduje zatem narastanie odchylenia. 

Schematyczne przedstawienie równowagi chwiejnej

Mówiąc obrazowo: wartość parametru sprzężonego dodatnio zachowuje się jak niewielka kulka na szczycie półkulistego wzniesienia; każde wytrącenie jej z równowagi powoduje coraz szybsze staczanie się jej w kierunku, w którym nastąpiło wytrącenie, aż do wypadnięcia kulki poza układ (o ile nie zadziała odrębny bodziec hamujący). W sprzężeniu zwrotnym dodatnim wartość parametru odchyla się więc od wartości referencyjnej tym szybciej, im dalej już się od niej znajduje. Jest to więc model równowagi chwiejnej.
Sprzężenie zwrotne dodatnie stosuje się w:
- generatorze drgań
- detektorze reakcyjnym
- detektorze superreakcyjnym
- mnożniku dobroci
- przerzutniku.

W biologii również występuje sprzężenie zwrotne dodatnie. Może mieć charakter fizjologiczny (np. proces powstawania skrzepu, mikcja) lub patologiczny (np.: rozwój nadciśnienia tętniczego).